# Сфинктер Кеннона
Сфи́нктер Ке́ннона (синонимы: левый сфинктер поперечной ободочной кишки, левый сфинктер Кеннона, сфинктер левого изгиба ободочной кишки; лат. sphincter flexura coli sinistra) — утолщение циркулярных гладких мышц мышечной оболочки поперечной ободочной кишки в области её левого (селезёночного) изгиба. Находится примерно на расстоянии двух третей длины поперечной ободочной кишки от её начала. Существование этого сфинктера у человека не общепризнанно.

## Анатомические характеристики
Толщина циркулярного мышечного слоя в районе сфинктера равна 779±37,9 мкм, в то время как до и после сфинктера толщина мышечного слоя равна 259±17,02 мкм и 286±37,2 мкм, соответственно.
Сфинктер при эндоскопических исследованиях наблюдается не часто (примерно в 5 % случаев) и имеет треугольную форму.

## Этимология
Сфинктер назван в честь американского физиолога Уолтера Брэдфорда Кэ́ннона (1871—1945).